# جرج گودیر (بازیکن فوتبال)
جرج گودیر (انگلیسی: George Goodyear؛ ۵ ژوئیه ۱۹۱۶ – ۱۶ ژوئیهٔ ۲۰۰۱) بازیکن فوتبال بود.